# Le Dragon réincarné
Le Dragon réincarné (titre original : The Dragon Reborn) est le troisième volume de la série La Roue du temps de l'écrivain américain Robert Jordan.
La version originale américaine a été publiée le 15 septembre 1991 par Tor Books aux États-Unis puis en juin 1992  par Orbit au Royaume-Uni.
Dans la première traduction française, le livre a été séparé en deux tomes :
1. Le Dragon réincarné, qui contient le prologue et les 30 premiers chapitres ;
2. Le Jeu des ténèbres, qui comporte les chapitres 31 à 56.

Les deux tomes sont sortis en 1998 puis 1999 aux éditions Rivages dans la collection Fantasy puis repris en poche en 2001 par les éditions Pocket dans la collection Science-fiction en joignant à chacune des deux parties le sous-titre commun Le Maître du mal.
En 2012, les éditions Bragelonne rééditent le livre en français en un seul tome titré Le Dragon réincarné, avec une nouvelle traduction de Jean-Claude Mallé, illustré par Lee Gibbbons.
En 2019, les éditions Bragelonne rééditent le livre en deux tomes de poche Le Dragon réincarné - Première parie et Le Dragon réincarné - Deuxième partie. Toujours traduit par Jean-Claude Mallé, et illustré par Didier Graffet.

## Résumé

### Des Montagnes de la Brume jusqu'à Tear
Rand al'Thor, qui s'est auto-proclamé le Dragon Réincarné à la fin du livre précédent, quitte secrètement le camp de guerriers du Shienar établi dans les Montagnes de la Brume pour aller à Tear  afin de prendre l'épée Callandor que seul le vrai Dragon Réincarné peut attraper.
Moiraine Damodred, Lan Mandragoran, Perrin Aybara et Loial ayant découvert sa fuite le lendemain matin, partent à sa poursuite. Sur le chemin, ils rencontrent une Chasseuse du Cor du nom de Faile Bashere, se battent contre des Chiens des Ténèbres et découvrent que le Réprouvé Sammael dirige l'Illian.

### De Tar Valon à Tear
Pendant ce temps, Matrim Cauthon, toujours atteint par le mal de Shadar Logoth à travers son poignard, est transporté jusqu'à Tar Valon par Verin Mathwin (une Aes Sedai de l'Ajah Marron), Nynaeve al'Meara, Egwene al'Vere et Elayne Trakand.
Une fois arrivés à Tar Valon, Nynaeve, Egwene et Elayne reçoivent de la Chaire d'Amyrlin - Siuan Sanche - la tâche de traquer les Sœurs Noires (Aes Sedai de l'Ajah Noir) qui ont volé des sa'angreal et tué d'autres Aes Sedai. Une piste conduit le trio à Tear. Durant leur court séjour à Tar Valon, Egwene et Elayne passent au rang d'Acceptées.
Mat, quant à lui, est guéri de manière permanente de l'influence de son poignard de Shadar Logoth par les Aes Sedai, à l'aide d'un sa'angreal. Durant sa convalescence, Mat s'échappe de la Tour Blanche. Peu après, il retrouve Thom Merrilin à une auberge, découvrant par la même occasion que le ménestrel n'était pas mort comme il le supposait. Les deux hommes s'échappent de Tar Valon ensemble et vont à Caemlyn, capitale de l'Andor, pour y remettre une lettre d'Elayne à sa mère Morgase, reine d'Andor. Là, Mat apprend par hasard l'existence d'un complot mis au point par l'amant de la reine Morgase, Lord Gaebril. Ce complot ayant pour but d'assassiner Elayne, Mat et Thom se dirigent vers Tear pour tenter de l'arrêter.

### Dans la Pierre de Tear
À Tear, Nynaeve, Egwene et Elayne, qui poursuivaient des Sœurs Noires, sont trahies par Juilin Sandar (qui fut forcé contre sa volonté par la sœur de l'Ajah Noir Liandrin). Les Aes Sedai de l'Ajah Noir les capturent alors et les emprisonnent dans la Pierre de Tear, d'où elles s'échapperont grâce à Mat et un Juilin repentant. Faile, quant à elle, tombe dans un piège de l'Ajah Noir originellement prévu pour atteindre Moiraine, Perrin risque sa vie dans le Monde des Rêves pour la sauver.
Rand et le Réprouvé Be'lal se battent en duel au cœur de la Pierre de Tear, là où est conservé Callandor, l'épée que seul le Dragon Réincarné peut prendre. Be'lal essaye de forcer Rand à prendre Callandor pour pouvoir l'avoir pour lui-même, mais heureusement Moiraine interrompt la bataille et tue Be'lal par surprise avec le malefeu. Ba'alzamon apparaît alors, neutralise Moiraine et attaque Rand. Rand attrape et brandit alors Callandor, prouvant par ce geste qu'il est bien le Dragon Réincarné, et avec l'épée tue Ba'alzamon. Rand pense avoir tué le Ténébreux, qu'il pensait être Ba'alzamon, mais Moiraine le fait déchanter en lui affirmant que le Ténébreux n'étant pas humain, il ne pouvait être Ba'alzamon, celui-ci ayant laissé un corps derrière lui. Moiraine en déduit que le corps est celui d'Ishamael, un Réprouvé. Les Aiels présents clandestinement dans Tear et à la recherche de Celui-Qui-Vient-Avec-l'Aube conquièrent la Pierre de Tear et révèlent être le Peuple du Dragon prophétisé.

## Personnages

### Personnages principaux
- Rand al'Thor, Dragon Réincarné, berger de Deux-Rivière
- Perrin Aybara, ami de Rand, ta'veren, frère-de-loup, apprenti forgeron de Deux-Rivière
- Mat Cautrhon, ami de Rand, ta'veren, infecté par une dague de Shadar Logoth
- Egwene al'Vere, promise de Rand, Aes Sedai novice
- Nynaeve al'Mere, Sage-Dame de Deux-Rivière, Aes Sedai accepté
- Loial, Ogier du sanctuaire Shangtai
- Elayne Trakand, Fille-Héritière du Royaume d'Andor, Aes Sedai novice

### Camp du Dragon
- Uno, officier du Shienar
- Masema, soldat du Shienar
- Hurin, soldat du Shienar, renifleur
- Leya, Zingari
- Moiraine Damodred, Aes Sedai bleu
- Lan Mandragoran, Champion de Moiraine
- Min Farshaw, voyante

### Tar Valon
- Siuan Sanche, Chaire d'Amyrlin, Aes Sedai bleu
- Leane Sharif, Gardienne des Chroniques, Aes Sedai bleu
- Gawyn Trakand, frère d'Elayne
- Galad Damodred, demi-frère d'Elayne
- Anaiya Carel, Aes Sedai bleu
- Myrelle Berengari, Aes Sedai vert
- Faolin, Accepté
- Corianin Nedeal, Aes Sedai décédée, Rêveuse
- Elaida, Aes Sedai rouge, conseillère de la reine d'Andor Morgase
- Verin Mathwin, Aes Sedai

### Tear
- Samon, Haut-seigneur, Be'lal, rejeté
- Meilan Mendiana, Haut-seigneur de Tear
- Darlin Sisnera, Haut-seigneur de Tear
- Juilin Sandar, pisteur

### Fils-de-Lumière
- Pedron Niall, Seigneur-Général des Fils de la Lumière, commandant des Confesseurs
- Dain Bornhald, officier des Fils de la lumière, fils de Geofram
- Jaret Byar, officier des Fils de la lumière

### Aiels
- Aviendha, Aiel Taardad, clan des Sept Vallées
- Chiad, Aiel Goshien, clan de la rivière de Pierre
- Bain, Aiel Shaarad, clan de la Roche Noire
- Rhuarc, chef du clan Taardad
- Gaul, Aiel Shaarad

### Ténêbres
- Lanfear, rejetée, Fille de la Nuit, Sélène, ancienne partenaire de Lews Therin Telamon
- Be'lal, rejeté, Haut-seigneur Samon à Tear
- Sammael, rejeté, membre du conseil des Neuf en Illian
- Ishamael, rejeté, battu dans le ciel de Falme (vol.2)
- Aginor, rejeté, tué à l'Oeil du monde (vol.1)
- Balthamel, rejeté, tué à l'Oeil du monde (vol.1)

### Autres
- Thom Merillin, trouvère
- Huan Mallia, capitaine de la Mouette Grise
- Sanor et Vasa, matelots de la Mouette Grise
- Simion, employé de l'auberge à Jarra
- Noam, frère de Simion, frère-de-loup de Jarra
- Zarine Bashere, Faile, Quêteuse